# Carsch & Co
Gustav Carsch & Co. exploiteerde warenhuizen en winkels voor confectiekleding voor heren en jongens onder de naam Carsch in verschillende grotere Duitse steden.  

## Geschiedenis
De onderneming werd in 1880 in Frankfurt am Main opgericht door Gustav Carsch (1850-1895). Bij zijn overlijden in 1895 nam zijn zoon Paul Carsch (1876-1951) de leiding over het bedrijf over.
Begin jaren 1930 waren er warenhuizen en winkels van Carsch in Düsseldorf, Gelsenkirchen (aan de Bahnhofstrasse), Oberhausen, Frankfurt am Main (aan de Zeil), Frankfurt-Höchst en Hanau. In 1933 werden de winkels getroffen door plunderingen en oproepen tot een boycot, waardoor Paul Carsch zich genoodzaakt zag om op 1 september 1933 het warenhuis in Düsseldorf te sluiten. 
Het huis in Frankfurt werd in 1936 geariseerd onder de naam Ott & Heinemann. In april 1938 werd het filiaal in Gelsenkirchen overgenomen door het Textilhaus Kogge en versierd met de swastika-vlag.
Het Carsch-Haus in Düsseldorf werd tot 2016 geëxploiteerd door Kaufhof onder de naam Carsch-Haus.